# Ladon (flod)
Ladon (oldgræsk og Katharevousa: Λάδων, Ládōn; Demotisk græsk: Λάδωνας, Ládōnas) er en flod på Peloponnes halvøen i Grækenland. Den optræder i græsk mytologi. Det er en biflod til floden Alfeios, som munder ud i Det Joniske Hav. Den er 70 kilometer lang.

## Flodens løb
Ladon har sit udspring på den vestlige skråning af Aroania-bjerget, nær landsbyen Kleitoria i den regionale enhed, Achaea. Den løber mod syd, modtager sin venstre biflod Aroanios, løber langs Kleitoria og drejer mod sydvest nær den arkadiske grænse. Den flyder gennem den kunstige Ladonsø og drejer mod syd igen nær Dimitra. Den løber ud i Alfeios 3 km sydøst for landsbyen Tripotamia.

## Mytologi
Floden var blandt dem, som Hesiod nævnte i Theogonien; de var "alle sønner af Oceanus og dronning Tethys"  for ifølge det billede af verdenshydrografi, der var almindeligt for de gamle, kom det ferske vand, der vældede op i kilderne fra underverdenens huler og bassiner, og var forbundet med saltet hav. Regn befrugtede afgrøder, men følelsen af, at dens afstrømning fyldte floderne, fandtes ikke i det græske mytiske billede.
Floder blev personificeret og blev tilskrevet at gøre kur til nymfer og menneskepiger og at avle børn. En datter, nymfen Metope, blev gift med floden Asopus.
Floder har rensende effekt i græsk mytologi. Da Poseidon angreb Demeter, skyllede hun fornærmelsen væk i vandet i Ladonfloden.